# Sha Wujing

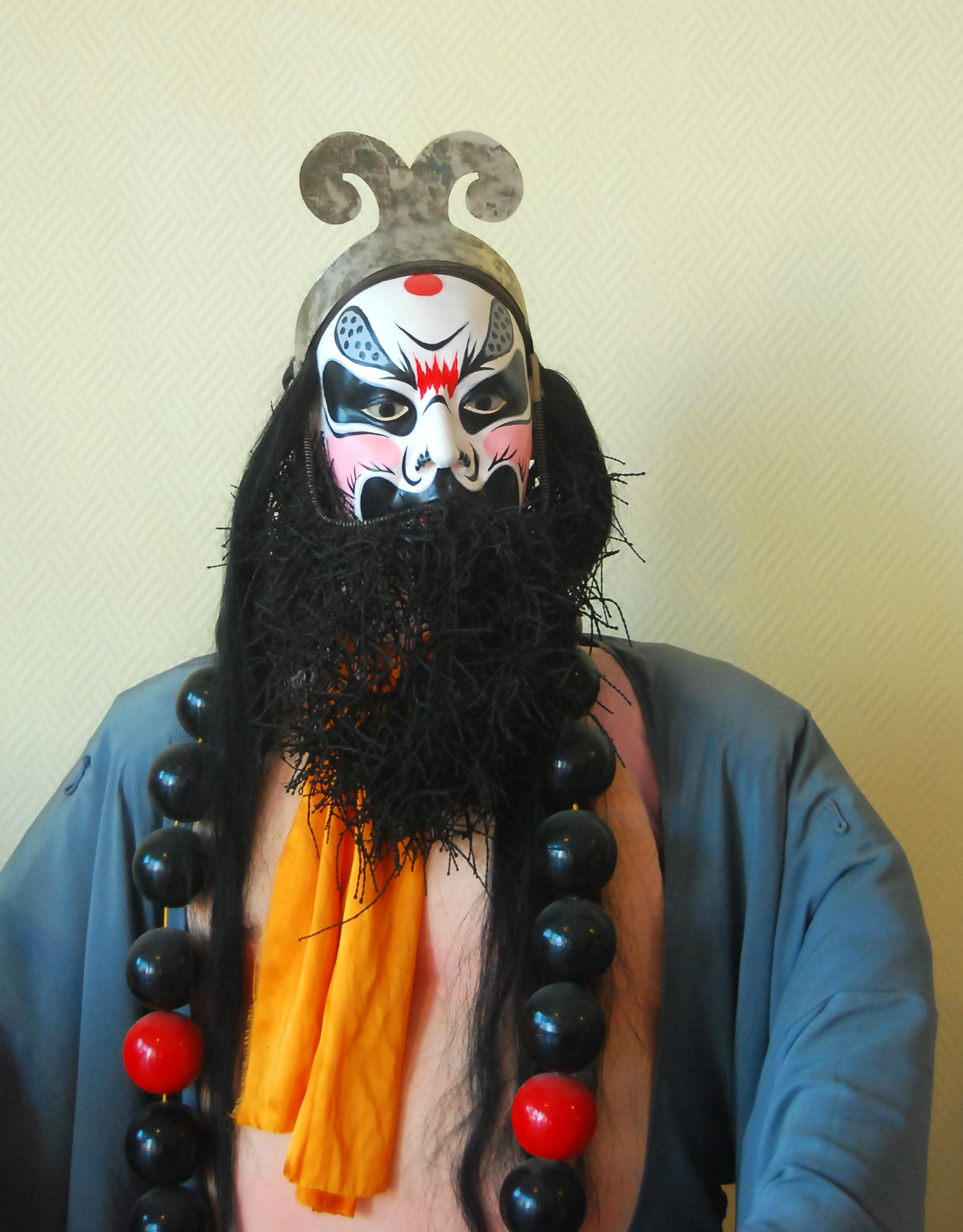
Représentation de Sha Wujing dans l'opéra de Pékin.

Sha Wujing (chinois simplifié : 沙悟净 ; chinois traditionnel : 沙悟淨 ; pinyin : Shā Wùjìng ; Wade : Sha Wu Ching (E.F.E.O.) : Cha Ou Tsing ; en japonais : 沙悟淨 ; japonais rômaji : Sha Gojô ; Viet-Nam : Sa Tang Sable Conscient de la Pureté ou Sha Hesheng ; chinois : 沙和尚 ; pinyin : Shā Héshàng ; Wade : Sha He Shang (E.F.E.O.) : Cha Houo Chang ; japonais : 沙和尚 ; romaji : Sha Washô Sable le Saint-Moine) est un des trois adjoints de Tang Sanzang dans le roman classique chinois La Pérégrination vers l'Ouest. Il est, en Chine, le plus communément appelé Shā sēng (沙僧, signifiant « le bonze Shā » ).
Premier personnage que rencontre la Bodhisattva (觀音 Guanyin) à la recherche de compagnons pour escorter Tang Sanzang (三藏) lors de son voyage jusqu'en Inde. Il deviendra le 4e et dernier disciple du moine dans le roman. Chargé de porter les bagages tout au long de l'aventure, c'est aussi un grand allié de Sun Wukong (孫悟空), Longwang Sanjun (龍王三君) et Zhu Bajie (豬八戒).
Sha Heshang (沙和尚) est une ancienne créature marine. Aussi quand leurs adversaires se cachent dans l'eau, seuls Zhu Bajie (豬八戒) et lui interviennent pour les en déloger, Sun Wukong (孫悟空) n'étant pas très à l'aise dans l'élément liquide.

## Histoire
Au départ, Officier du Ciel en tant que Général du Rideau Céleste (簾大將, Juanlian Dajiang), mais parce qu'il brisa un vase en cristal lors du Banquet annuel des Pêches, il fut puni de plusieurs coups de fouet et banni sur terre sous la forme d'un Ogre des Sables Mouvants nommé simplement Sable (沙, Sha),. Jadis homme imposant et de belle allure dans son armure d'or, sa déchéance en fera un être ignoble à la longue crinière rousse, aux yeux de feu et à la peau indigo, portant un collier de 9 crânes de morts. Condamné à rester sur terre, il subissait des attaques d'épées venues du ciel, jusqu'à ce que la bodhisattva Guanyin (觀音) vienne à son secours et lui demande de protéger le moine Tang Sanzang (三藏) lors de son voyage vers l'Inde en quête des textes sacrés du Bouddha. D'abord adversaire de Sun Wukong (孫悟空) et Zhu Bajie (猪八戒) qui tentent de traverser sa rivière des sables Liusha He, il devient lui aussi un disciple sous le nom de Sha Wujing(沙悟净 ) Conscient de la Pureté ; ce qui fait de lui le troisième Conscient de... San Wu (三悟). Il deviendra Sha Heshang(沙和尚), le Saint/Moine des Sables lorsque son nouveau Maître le convertira et deviendra Jinshen Luohan le Saint Arhat au Corps d'Or(金身羅漢), titre donné par Bouddha en récompense de son dévouement pendant son long périple jusqu'en Inde.
C'est le disciple dont on fait le moins d'éloge dans le roman, pourtant, égal à Zhu Bajie, il assiste souvent courageusement ses "frères" contre les dangers qui les menacent. Pendant le voyage, c'est lui qui sera chargé de porter les bagages ; Zhu Bajie aime à le titiller comme le fait pour lui, Sun Wukong, mais dans l'ensemble, les 3 disciples s'entendent et se respectent.
- Wu Cheng En, La Pérégrination vers l'Ouest (éditions de la Pléiade, 1991) sur les origines de l'Ogre des Sables : Livre II, Chap. VIII, p. 156 ; sa conversion p. 160 ; sa rencontre : Livre V, Chap. XXII, p. 420 et sa première ordination : Livre V, Chap. XXIII, p. 436 ; son rôle en tant que disciple : Livres V à XX, Chap. XXIII à C, p. 437 à 967.
- Père Henri Doré, Recherches sur les Superstitions en Chine, le Panthéon Chinois (éditions You Feng, 1995) Vol. 3, Art. XLIX, p. 350

## Attributs
Jadis homme imposant et de belle allure dans son armure d'or, sa déchéance en fera un être ignoble : longue crinière rousse, aux yeux étincelants, peau bleue-indigo, portant un collier de 9 crânes de morts, bouche large comme une bassine de sang et les dents comme un râtelier clouté. Il mesurerait 2 toises et serait large de 3 coudées (soit 20 pieds, environ 6 m et 1,50 m de large). Condamné à rester sur terre, il subissait des attaques d'épées venues du ciel, jusqu'à ce que la bodhisattva Guanyin (觀音) vienne à son secours et lui demande de protéger le moine Sanzang (三藏) lors de son voyage vers l'Inde en quête des textes sacrés du Bouddha. D'abord adversaire de Sun Wukong (孫悟空) et Zhu Bajie (豬八戒) qui tentent de traverser sa rivière des sables, Liusha He, il devient lui aussi un disciple sous le nom de Sha Wujing(沙悟净) Conscient de la Pureté ; ce qui fait de lui le troisième Conscient de...San Wu (三悟). Il deviendra Sha Hesheng(沙和尚) le Saint/Moine des Sables lorsque son nouveau Maître le convertira et deviendra Jinshen Luohan le Saint Arhat au Corps d'Or (金身羅漢), titre donné par Bouddha en récompense de son dévouement pendant son long périple jusqu'en Inde.
C'est le disciple dont on fait le moins d'éloge dans le roman, pourtant, égal à Zhu Bajie (豬八戒), il assiste souvent courageusement ses "frères" contre les dangers qui les menacent. Pendant le voyage, c'est lui qui sera chargé de porter les bagages ; Zhu Bajie (豬八戒) aime à le titiller comme le fait pour lui, Sun Wukong (孫悟空), mais dans l'ensemble, les 3 disciples s'entendent et se respectent.
Tandis que Zhu Bajie (豬八戒) possède un râteau à 9 dents et que Sun Wukong (孫悟空) manie sa "trique", Sha Wujing(沙悟净) possède une crosse très solide, forgée par les dieux et remis par Yudi (玉帝 ) l'Empereur de Jade en personne quand il fut nommé "Capitaine", capable de rétrécir et de s'allonger à volonté, qu'il appelle Bâton Terrasseur de Démons ; l'imagerie populaire la représente souvent comme une lance à deux côtés, l'un en forme de croissant, l'autre en hachoir.
- Wu Cheng'en Xiyouji la Pérégrination Vers l'Ouest (éditions de la Pléiade 1991, 2 volumes) Livre II, chapitre VIII, p. 156 et Livre V, chapitre XXII, p. 420.